# 릴리안 틴토리
릴리안 틴토리(Lilian Tintori, 1978년 5월 5일 ~ )는 베네수엘라의 스포츠 선수, 사회자, 인권운동가이다. 2014년 베네수엘라 시위로 15년 수감형을 받은 정치인 레오폴도 로페스의 아내이다. 니콜라스 마두로 베네수엘라 대통령 정부에 반대하는 단체를 이끌고 있다.